# Вулкан на Головнин
Вулканът на Головин (на руски: Вулкан Головнина; на японски: 泊山) (Томарияма, Томари, Итибисинай) е най-южният курилски вулкан. Представлява активен стратовулкан с голяма калдера, оформяща южния край на остров Кунашир, принадлежащ към веригата на Южните Курилски острови, Сахалинска област на Русия. Островът се намира на 25 км от полуостров Ноцуке на Хокайдо и е обект на териториален спор между Русия и Япония. В съответствие с Конституцията на Руската федерация, островът е част от територията на Русия, а според административно-териториалното деление на Япония той е част от окръг Немуро, префектура Хокайдо в Япония.
Вулканът носи името на руския вицеадмирал и изследовател Василий Головнин, член-кореспондент на Петербургската академия на науките, който през 1811 г. е пленен от японците в този район.

## Образуване
Вулканът на Головин се отличава с необичайно голямо количество пирокластичен материал, но не се забелязват никакви лавови потоци. Това означава, че при формирането му е преобладавала главно експлозивна активност. Вероятно процесът на образуване на калдери се повтаря два пъти с унищожаване на значителна част от вулканичната структура и изливане на пемзови пирокластични потоци. В последния етап в дъното на калдерата се издигат няколко екструзивни лавови купола.

## Описание
Характерно за вулкана е липсата на ясно изразен конус. Той изглежда като подчертано полегат конус с калдера, която дълбоко е отрязала върха му. Височината му е 535 м, по други данни 541 м, или дори 547 м. Диаметърът в основата му е над 10 км. Диаметърът на дъното на съвременната калдера е около 3 км. Северозападните му склонове се спускат доста стръмно към морето и на места образуват високи крайбрежни скали. На юг фланговете са силно полегати, наклонът им не надвишава 1° – 8° и постепенно преминават в широка, крайбрежна равнина. Разчленени са от радиална система от многобройни рекички и потоци. Покрити са с богата растителност от гори и храсти и оголени места почти липсват.
Върхът е отсечен от калдера с ширина 4 – 5 км, образувана по време на поредица от късно-плейстоценски изригвания, започнали преди около 4300 години. Формата ѝ е силно променена вследствие на ерозионни процеси. Височината на ръба ѝ е 300 – 400 м, а дъното ѝ се намира на 63 м над нивото на морето. Вътрешните ѝ стени са сравнително полегати, с наклон максимум 25° – 28°. Впоследствие над дъното ѝ се издигат 4 лавови купола и се оформят два експлозивни кратера.
Извън калдерата, по протежение на ръба ѝ, също израства серия от лавови куполи. Друга калдера от северната страна съдържа вулканичното езеро Горячее (Горещо) с размери 1 х 2,5 км, което се оттича през тесен пролом в западната част на стената и водите му достигат до Кунаширския пролив. Разположено е на 130 м надморска височина, а дълбочината му достига до 62 м. Югозападната част на дъното на калдера с размери 1,5 х 2 км, е издигната над дъното на езерото на височина 70 – 80 м, което води до предположение за наличието на лаколитообразна екструзия в дълбочина. На ръба на тази повдигната част, се виждат отложени езерни конгломерати. Плуването в езерото е забранено, тъй като територията му е защитена. На северния му бряг се проявява солфатарна активност с отлагания от сяра. Солфатари има и при двата експлозивни кратера.
На границата между езерото и повдигнатата част се издигат два екструзивни лавови купола, съставени от двупироксенов андезит-дацит с 64,7% съдържание на Si02. Относителната височина над нивото на езерото е 130 м. Северната част на западния купол е заета от малък, взривен кратер, в който действат няколко солфатара. В подножието на южната страна на източния се намира друг експлозивен кратер, частично врязан в склона му и частично лежащ на дъното на калдерата. Диаметърът на кратера е 350 м, дъното му е заето от горещо езеро с температура, варираща от 36 °С до 65 °С, а в солфатарите – до 100 °С. Солфатарите, разположени по брега на езерото и на дъното му, създават илюзията за кипене, което е дало и названието му – Кипяшчее (Кипящо).
В допълнение към тези два лавови купола, през 1959 г. Е. К. Мархинин отбелязва в калдерата още два – Подушечний (Подобен на възглавница) на западния бряг на езерото и по-слабо изразения Крутой (Стръмен) – в южния край на дъното на калдера. На подводния му склон са открити активни фумароли. На външния склон на конуса му се намира още един купол – андезитният Внешний (Външен).

## Състав
Вулканът е изграден главно от андезит, базалт и дацит. В няколко от оголванията по склоновете и в калдерата се намират предимно пирокластични скали – туфи от хиперстен и двупироксенов андезит. Често се срещат големи блокове от андезитна лава със съдържание на SiO2 56 – 58 %. Във фенокристалите има лабрадор, авгит, хиперстен. Понякога хиперстенът е единственият минерал с тъмен цвят в тях. Срещат се и фрагменти от кварцови зърна и дацит, съдържащ още плагиоклаз и пироксени. Повърхността на конуса е покрита с дацитна пемза, продукт от експлозиите в калдерата. Лавата е андезитно-дацитна.
Лавовият купол Подушечний се различава от централните куполи с високото си съдържание на кварц, а хиперстенът при него е заменен с хлорит. Вероятно това се дължи на подводните условия на формирането му. В лавата на Външния купол, освен плагиоклаз и пироксен, е открит и оливин.
Изследвани са кондензатите от изпаренията на вулкана и е установено, че съдържат по-голямо количество катиони, в сравнение с анионите. Катионите включват калций, магнезий, силиций и алкални метали. В химичния състав преобладават въглероден диоксид, серен диоксид, сероводород и хлороводород. Преминавайки през водата, тези газове се разтварят и определят хлоридно-сулфатния състав на водите на езерата и горещите извори.

## Активност
- 4550 г. пр.н.е. – Предполагаемо изригване.[1]
- 1290 ± 20 г. – Предполагаемо изригване.[1]
- 1848 г. – Единственото известно историческо изригване – незначителна експлозия с вулканичен експлозивен индекс 1.[1]
- 1987 г., април – По време на въздушно проучване на 6 ноември, е забелязана умерена фумаролна и солфатарна активност в северното подножие на източните и западните лавови куполи и по протежение на южния бряг на езерото Горячее.[1][7]
- 1988 г, ноември – Фумаролната активност поддържа постоянно ниво. Температурата на езерото варира от 34 °С до 84 °С. Температурата на оттока му остава постоянна – 30 °С – 34 °С.[1][7]
- 2019 г. – В днешно време се наблюдава силна, непрекъсната фумаролна и термална активност.[2] Тя се проявява в 6 точки – две в експлозивните кратери на централните куполи, две на северния бряг на езерото Кипяшчее, на подводния склон на купола Подушечний и на брега на пролива Кунашир, близо до Външния купол.[6]